# ウィーンフィル・ニューイヤーコンサート1954
ウィーンフィル・ニューイヤーコンサート1954(ドイツ語: Neujahrskonzert der Wiener Philharmoniker 1954)は、ウィーン・フィルハーモニー管弦楽団による1954年のニューイヤー・コンサート。指揮者はクレメンス・クラウスが務めた（11回目　最後)。

## 概要
- ニューイヤー・コンサートの創始者クレメンス・クラウスにとっての最後のニューイヤー・コンサート。彼はこのコンサートを指揮した3ヶ月後の同年5月16日に死去した。
- 音源が確認されている最古のニューイヤー・コンサートである。この音源により、文字どおりのアンコールが5曲もあること、観客の拍手で中断し再開している曲が3曲あること、指揮者と楽員からの新年の挨拶がないこと、ラデツキー行進曲で冒頭の小太鼓ソロがなく、観客の手拍子もないことなど、現在とは異なる当時のニューイヤー・コンサートの様子を知ることができる。

## 演奏曲目

### 第１部
- ワルツ「剣と琴」 (ヨーゼフ・シュトラウス)
- ポルカ・フランセーズ「ルドルフスハイムの人々」 (ヨーゼフ・シュトラウス)
- ポルカ・マズルカ「とんぼ」（ヨーゼフ・シュトラウス）
- ポルカ・シュネル「休暇旅行で」（ヨーゼフ・シュトラウス）
- ポルカ・シュネル「休暇旅行で」（ヨーゼフ・シュトラウス）　☆アンコール
- ワルツ「わが家で」（ヨハン・シュトラウス2世）
- 新ピチカート・ポルカ（ヨハン・シュトラウス2世）
- 新ピチカート・ポルカ（ヨハン・シュトラウス2世）　☆アンコール
- ポルカ・シュネル「ハンガリー万歳!」（ヨハン・シュトラウス2世）
- ポルカ・シュネル「ハンガリー万歳!」（ヨハン・シュトラウス2世）　☆アンコール

### 第２部
- ワルツ「天体の音楽」（ヨーゼフ・シュトラウス）
- ポルカ・フランセーズ「5月の喜び」（ヨーゼフ・シュトラウス）
- ポルカ・シュネル「おしゃべりなかわいい口」（ヨーゼフ・シュトラウス）
- ポルカ・シュネル「おしゃべりなかわいい口」（ヨーゼフ・シュトラウス）　☆アンコール（中間部から）
- ポルカ・フランセーズ「クラップフェンの森で」（ヨハン・シュトラウス2世）
- ワルツ「春の声」（ヨハン・シュトラウス2世）　☆歓呼の拍手で一時中断し、もう一度序奏から演奏している。
- 狩りのポルカ（ヨハン・シュトラウス2世）
- 狩りのポルカ（ヨハン・シュトラウス2世）　☆アンコール
- 常動曲（ヨハン・シュトラウス2世）
- ワルツ「美しく青きドナウ」Op.314 (ヨハン・シュトラウス2世)　☆歓呼の拍手で一時中断し、もう一度序奏から演奏している。
- ラデツキー行進曲Op.228 (ヨハン・シュトラウス1世)　☆歓呼の拍手で一時中断し、もう一度序奏から演奏している。

## 備考
- ORFの放送用音源をもとに、Opus蔵がCD化している。
- クレメンス・クラウスの現在のところ唯一のライヴ･レコーディングである。